# Gotthold Rhode

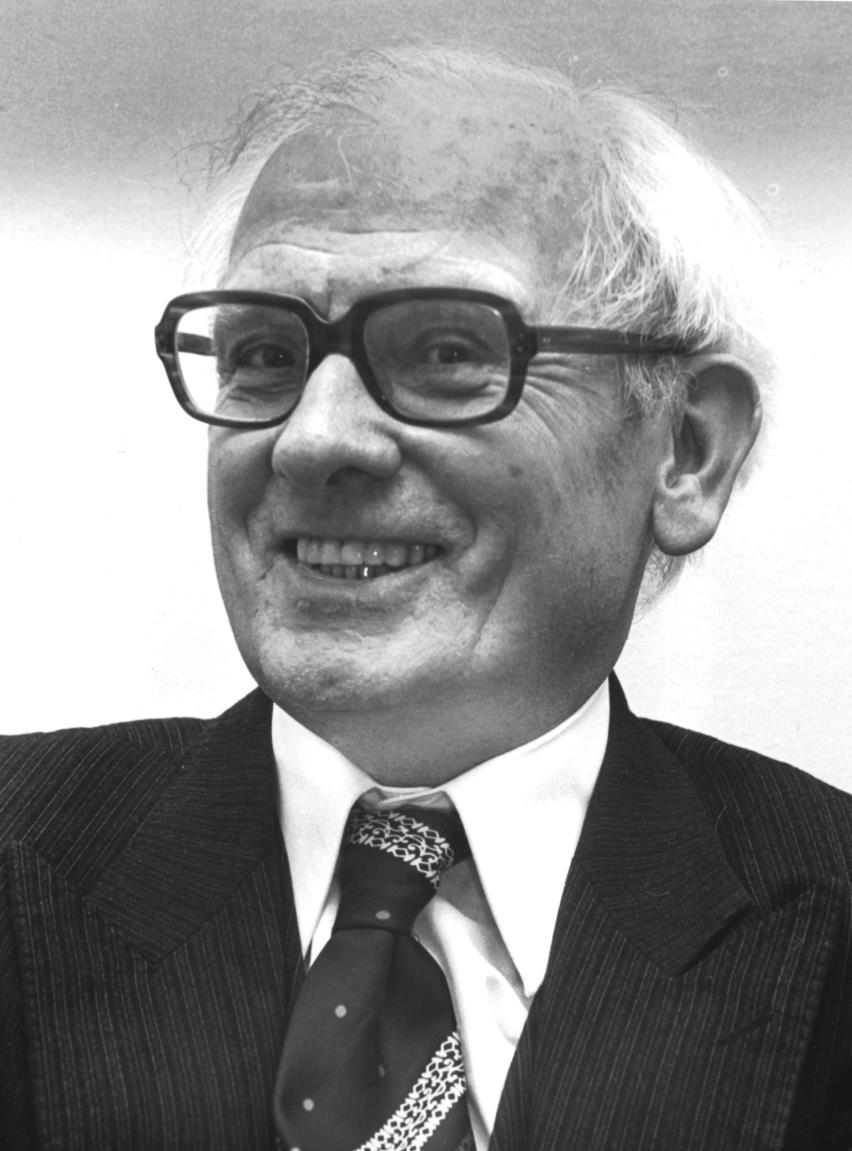
Gotthold Rhode, aufgenommen von Axel Stephan im Jahr 1981, Universitätsarchiv Mainz.

Gotthold Rhode (* 28. Januar 1916 in Kamillental bei Schildberg, Provinz Posen; † 20. Februar 1990 in Mainz) war ein deutscher Historiker.

## Leben und Wirken
Gotthold Rhode wuchs als jüngstes von sechs Kindern des evangelischen Theologen Arthur Rhode und dessen Frau Martha, geborene Harhausen, in der seit 1918/19 wieder polnischen Stadt Posen auf. Die Familie gehörte zur deutschen Minderheit in Posen. Gotthold besuchte dort das deutsche Privatgymnasium, an dem er 1934 das polnische Abitur ablegte.

### Zeit des Nationalsozialismus
Ab November 1934 studierte Rhode als polnischer Staatsbürger im Deutschen Reich an verschiedenen Universitäten Geschichte, Geographie und Slavistik, zuerst in Jena. Schon als Erstsemester trat er dem Kyffhäuser-Verband der Vereine deutscher Studenten bei, einer protestantisch-konservativen Korporation mit völkischer Grundhaltung. Am 1. April 1936 wechselte er an die Universität München, wo er ergänzend Zeitungswissenschaften studierte, ehe er im März 1937 an die Universität Königsberg ging. Dort war er auch als Sachbearbeiter in der Oststelle der Reichsstudentenführung tätig, die das Ziel verfolgte, die Grenzlandarbeit im Sinne des Nationalsozialismus zu vereinheitlichen (vgl. Grenzlanddeutschtum).
Schon im folgenden Wintersemester 1937/38 wechselte Rhode an die Friedrich-Wilhelms-Universität Breslau, erlernte Russisch und Ukrainisch, erweiterte seine Kenntnisse der Osteuropäischen Geschichte und wurde dort im Januar 1939 von Hans Koch mit einer Arbeit über Brandenburg Preußen als Schutzherr von Minderheiten in der Republik Polen promoviert. Rückblickend gab Rhode 1952 an, sein Ziel sei von Anfang an gewesen, „forschend und lehrend oder in unmittelbarer Wirksamkeit innerhalb des Deutschtums im Osten tätig zu sein“.
Vom 1. April 1939 an und formal bis Mai 1945 war Rhode am Osteuropa-Institut Breslau (OEI), dessen Direktor sein Doktorvater Koch war, als  Referent für Polen angestellt. In erster Linie wertete er dort polnische Zeitungen im Hinblick auf ihre propagandistische Verwertbarkeit aus. Beim Überfall auf Polen am 1. September 1939 meldete sich Rhode freiwillig und wirkte bis zum 1. November 1939 als Dolmetscher im Rang eines Sonderführers (K) mit. Der einzige Bruder wurde Ende August 1939 zur polnischen Armee eingezogen, Ort und Umstände seines Todes blieben unbekannt. Am 6. November 1939 beantragte Rhode die Aufnahme in die NSDAP, nachdem er die die deutsche Staatsangehörigkeit erhalten hatte, und wurde zum 1. Januar 1940 aufgenommen (Mitgliedsnummer 7.942.413). Von November 1939 bis Januar 1940 war Rhode auf Anforderung des Chefs des Distrikts Krakau, Otto Wächter, an der dortigen Abteilung für Landesplanung und Raumordnung tätig. Er bearbeitete Pressefragen, übersetzte Stadt- und Kreisgeschichten und wirkte an der Erstellung eines Landesplanungsatlas für den Distrikt Krakau mit. Rhode meldete sich erneut freiwillig zum Militärdienst, wurde aber im Laufe des Jahres 1940 größtenteils freigestellt, um für die Informationsabteilung des Auswärtigen Amtes Denkschriften zu konfessionellen Themen in Polen auszuarbeiten, die vor dem Ausland das gewaltsame Vorgehen der deutschen Besatzer gegenüber der Katholischen Kirche in Polen rechtfertigen sollten. Im Winter 1940/41 war Rhode an der Umsiedlung der Litauendeutschen beteiligt. Ab dem Frühjahr 1941 wurde Rhode bis Kriegsende als Dolmetscher und Leutnant der Wehrmacht an osteuropäischen Kriegsschauplätzen eingesetzt.

### Nachkriegszeit

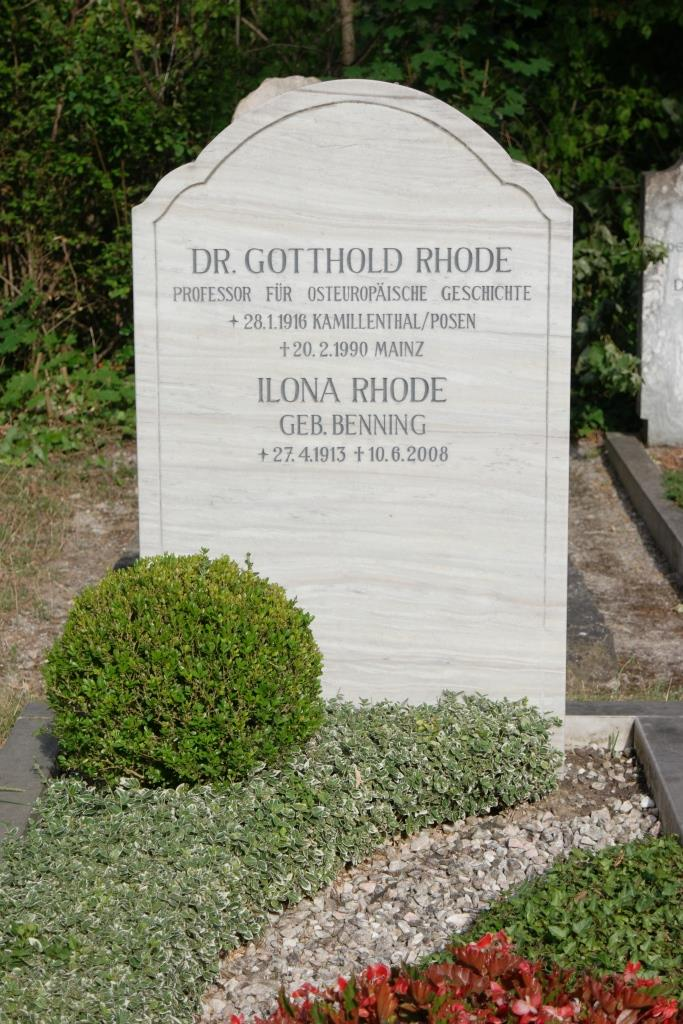
Grab von Gotthold Rhode auf dem Hauptfriedhof Mainz

Nach Kriegsende lebte Rhode, der in Breslau alles Materielle verloren hatte, mit seiner Familie im niedersächsischen Bergen und schlug sich als Landarbeiter, Anzeigenaquisiteur und Hauslehrer durch. Schon 1946 holte Hermann Aubin ihn als Tutor an die Universität Hamburg. Aubin war Rhodes letzter Vorgesetzter am Osteuropa-Institut Breslau gewesen und hatte dessen unvollendete Habilitationsschrift betreut. Parallel zu seiner Tutorentätigkeit war Rhode an der Erarbeitung von Denkschriften zur gesamtdeutschen Bedeutung Schlesiens beteiligt, die von einer Bad Nenndorfer Arbeitsgemeinschaft für Ostfragen durchgeführt wurden. Diese war vom ehemaligen Botschafter in Moskau Herbert von Dirksen initiiert worden, während Erich Obst als wissenschaftlicher Leiter fungierte. In einer ersten Denkschrift 1946 Braucht das polnische Volk die deutschen Ostgebiete? suchte Rhode mittels bevölkerungsstatistischer Untersuchungen darzulegen, Polen könne ohne Probleme, „die gesamte aus seinen Ostgebieten kommende polnische Bevölkerung in dem jetzt von völkischen Minderheiten freien Altpolen unterbringen“. In einer zweiten Denkschrift 1947 mit dem Titel Wieviele Polen haben sich mittlerweile in den deutschen Ostgebieten angesiedelt?, vertrat er die These, „daß die Polen höchstens zwei Millionen Menschen aus ihrem Osten zusätzlich unterzubringen haben, und, daß für diese Menschen durch Wegzug bzw. Tod der Juden und Polen an sich hinreichend Platz im alten Staatsgebiet sein müßte!“ Im Jahr 1947 erhielt Rhode eine Assistentenstelle und habilitierte sich 1952 mit einer Arbeit über Die Ostgrenze Polens.
Nach einer Dozententätigkeit an der Universität Marburg übernahm er 1957 den Lehrstuhl für Osteuropäische Geschichte an der Johannes Gutenberg-Universität Mainz und wirkte dort bis zu seiner Emeritierung 1984 als Direktor des Instituts für Osteuropäische Geschichte. Den Schwerpunkt seiner Arbeit bildete die Geschichte der deutsch-polnischen Beziehungen. Seinem Biographen Eike Eckert zufolge war es nun Rhodes „aufrichtiges Ziel […] auf der Basis gegenseitiger Kenntnis zunächst zu einer Annäherung mit Polen zu gelangen, um später eine echte Verständigung zwischen Polen und Deutschen zu erreichen“.
Trotz Anfeindungen aus Kollegenkreisen engagierte Rhode sich stark für die Ausarbeitung deutsch-polnischer Schulbuchempfehlungen, unterhielt Kontakte zu führenden polnischen Historikern wie Marian Wojciechowski oder Gerard Labuda und tauschte sich intensiv mit polnischen Exilhistorikern aus. Nach Darstellung Eckerts war an diesem Austausch mit der polnischen Seite jedoch problematisch, dass Rhode den Verweis der polnischen Kollegen auf den von Deutschland begonnenen Zweiten Weltkrieg und die Verbrechen der Wehrmacht immer wieder „durch Aufrechnung mit der Vertreibung der Deutschen aus Ostmitteleuropa“ zu begegnen suchte und die deutsche Kriegsschuld nicht als ursächlich für den späteren Verlust der deutschen Ostgebiete anerkannte. Er bestand darauf, dass die Grundlage des deutsch-polnischen Dialogs darin bestehen müsse, Abstand von jeder gegenseitigen Anschuldigung zu halten. Sein 1965 publiziertes Werk Kleine Geschichte Polens erreichte eine große Breitenwirkung und fand auch in der polnischen Geschichtsschreibung Anerkennung. Von 1967 bis 1990 war er Mitherausgeber der Zeitschrift für Ostmitteleuropa-Forschung. Nach Beendigung seiner Lehrtätigkeit wurde er 1984 zum Präsidenten des J. G. Herder-Forschungsrats gewählt. Am 20. Februar 1990 verstarb Rhode in Mainz.

## Schriften (Auswahl)
- Brandenburg-Preußen und die Protestanten in Polen 1640–1740. Ein Jahrhundert preussischer Schutzpolitik für eine unterdrückte Minderheit. Hirzel, Leipzig 1941 (zugleich Dissertation, Universität Breslau 1939).
- Die Ostgrenze Polens. Politische Entwicklung, kulturelle Bedeutung und geistige Auswirkung. Böhlau, Köln 1955 (zugleich Habilitationsschrift, Universität Hamburg 1952).
- Geschichte Polens. Ein Überblick. 3., verbesserte Auflage. Wissenschaftliche Buchgesellschaft, Darmstadt 1980, ISBN 3-534-00763-8 (Erstauflage unter dem Titel Kleine Geschichte Polens. WBG, Darmstadt 1965).
- (Herausgeber) Tausend Jahre Nachbarschaft. Bd. 1: Deutsche in Südosteuropa. Bruckmann, München 1981, ISBN 3-7654-1831-5.
- (Herausgeber) Juden in Ostmitteleuropa von der Emanzipation bis zum Ersten Weltkrieg. Johann-Gottfried-Herder-Institut, Marburg 1989, ISBN 3-87969-212-2.